# Ziraat Bankası Ankara
T.C. Ziraat Bankası Spor Kulübü – turecki męski klub siatkarski z Ankary założony w 1981 roku. Obecnie gra w najwyższej klasie rozgrywek klubowych w Turcji.

## Sukcesy
Mistrzostwo Turcji:
- 2021, 2022[1], 2023[2], 2025[3]
- 1996, 2010
- 1990, 2004, 2011, 2015, 2024[4]

Puchar Turcji:
- 2010

Superpuchar Turcji:
- 2010, 2021, 2022[5], 2023[6]

Puchar CEV:
- 2025[7]
- 2018

Puchar Challenge:
- 2021

## Bilans sezon po sezonie
| 2004/2005 | 5. miejsce  |             | Puchar Top Teams | ćwierćfinał     |
| 2005/2006 | 11. miejsce |             |                  |                 |
| 2006/2007 | 8. miejsce  |             |                  |                 |
| 2007/2008 | 9. miejsce  |             |                  |                 |
| 2008/2009 | 4. miejsce  | 2. miejsce  |                  |                 |
| 2009/2010 | 2. miejsce  | 1. miejsce  | Puchar Challenge | ćwierćfinał     |
| 2010/2011 | 3. miejsce  |             | Puchar CEV       | runda challenge |
| 2011/2012 | 9. miejsce  | 4. miejsce  |                  |                 |
| 2012/2013 | 7. miejsce  | 1/8 finału  |                  |                 |
| 2013/2014 | 7. miejsce  | ćwierćfinał |                  |                 |
| 2014/2015 | 3. miejsce  | półfinał    |                  |                 |
| 2015/2016 | 5. miejsce  |             | Liga Mistrzów    | 1/12 finału     |
| 2016/2017 | 4. miejsce  | ćwierćfinał | Puchar Challenge | półfinał        |
| 2017/2018 | 6. miejsce  | ćwierćfinał | Puchar CEV       | 2. miejsce      |
| 2018/2019 | 8. miejsce  | ćwierćfinał | Puchar Challenge | 1/16 finału     |
| 2019/2020 | —           |             |                  |                 |
| 2020/2021 | 1. miejsce  | ćwierćfinał | Puchar Challenge | 2. miejsce      |
| 2021/2022 | 1. miejsce  | półfinał    | Liga Mistrzów    | faza grupowa    |
| 2022/2023 | 1. miejsce  | półfinał    | Liga Mistrzów    | runda play-off  |
| 2023/2024 | 3. miejsce  | półfinał    | Liga Mistrzów    | półfinał        |
| 2024/2025 | 1. miejsce  | ćwierćfinał | Puchar CEV       | 1. miejsce      |

| Sezon     | Rozgrywki ligowe | Puchar Turcji | Europejskie puchary       | Europejskie puchary    |
| Sezon     | Poziom           | Puchar Turcji | Rozgrywki klubowe         | Osiągnięcie            |
| --------- | ---------------- | ------------- | ------------------------- | ---------------------- |
| 1985/1986 | 8. miejsce       |               |                           |                        |
| 1986/1987 | 5. miejsce       |               |                           |                        |
| 1987/1988 | 9. miejsce       |               | Puchar CEV                |                        |
| 1988/1989 | 8. miejsce       |               |                           |                        |
| 1989/1990 | 3. miejsce       | 2. miejsce    |                           |                        |
| 1990/1991 | 6. miejsce       | 2. miejsce    | Puchar Zdobywców Pucharów | I runda                |
| 1991/1992 | 5. miejsce       |               | Puchar Zdobywców Pucharów | ćwierćfinał            |
| 1992/1993 | 4. miejsce       |               |                           |                        |
| 1993/1994 | 8. miejsce       |               |                           |                        |
| 1994/1995 | 6. miejsce       |               |                           |                        |
| 1995/1996 | 2. miejsce       |               |                           |                        |
| 1996/1997 | 5. miejsce       |               | Puchar CEV                | ćwierćfinał            |
| 1997/1998 | 8. miejsce       |               |                           |                        |
| 1998/1999 | 6. miejsce       |               |                           |                        |
| 1999/2000 | 3. miejsce       |               |                           |                        |
| 2000/2001 | 4. miejsce       |               | Puchar CEV                | I runda kwalifikacyjna |
| 2001/2002 | 4. miejsce       |               | Puchar CEV                | faza główna            |
| 2002/2003 | 4. miejsce       |               | Puchar CEV                | ćwierćfinał            |
| 2003/2004 | 3. miejsce       |               | Puchar CEV                | faza główna            |

- Sezon 2019/2020 w Turcji został przerwany z powodu rozprzestrzenia się koronawirusa

Poziom rozgrywek:
     pierwszy, najwyższy ogólnokrajowy
     drugi
     trzeci
     czwarty
     piąty

## Trenerzy
| Sezon     | W klubie            | Trener                 |
| --------- | ------------------- | ---------------------- |
| 2008/2009 |                     | Juan Manuel Barrial    |
| 2009/2010 |                     | Juan Manuel Barrial    |
| 2010/2011 | Płamen Konstantinow |                        |
| 2011/2012 | Burak Emre Dirier   |                        |
| 2012/2013 | do 11.11.2012       | Veljko Basic           |
| 2012/2013 | od 14.11.2012       | Vital Heynen           |
| 2013/2014 |                     | Fernando Muñoz Benítez |
| 2014/2015 |                     | Fernando Muñoz Benítez |
| 2015/2016 |                     | Fernando Muñoz Benítez |
| 2016/2017 | do 22.02.2017       | Fernando Muñoz Benítez |
| 2016/2017 | od 27.02.2017       | Juan Manuel Barrial    |

| 2017/2018 |                 | Joško Milenkoski |
| 2018/2019 |                 | Joško Milenkoski |
| 2019/2020 | Giampaolo Medei |                  |
| 2020/2021 | Giampaolo Medei |                  |
| 2021/2022 | do 23.02.2022   | Roberto Santilli |
| 2021/2022 | od 23.02.2022   | Mustafa Kavaz    |
| 2022/2023 |                 | Mustafa Kavaz    |
| 2023/2024 |                 | Mustafa Kavaz    |
| 2024/2025 |                 | Mustafa Kavaz    |

## Polacy w klubie
| Sezon     | Imię i nazwisko |
| --------- | --------------- |
| 2017/2018 | Dawid Konarski  |
| 2017/2018 | Bartosz Kurek   |

## Kadra

### Sezon 2025/2026[12]
| Nr                        | Imię i nazwisko  | Data ur. | Wzrost | Pozycja      |
| ------------------------- | ---------------- | -------- | ------ | ------------ |
| 6                         | Vahit Emre Savaş | 1995     | 203    | środkowy     |
| 7                         | Bedirhan Bülbül  | 1999     | 201    | środkowy     |
| 11                        | Murat Yenipazar  | 1993     | 194    | rozgrywający |
| 17                        | Trévor Clévenot  | 1994     | 199    | przyjmujący  |
| 19                        | Berkay Bayraktar | 1998     | 190    | libero       |
| Potwierdzone transfery    |                  |          |        |              |
|                           | Tomasz Fornal    | 1997     | 200    | przyjmujący  |
|                           | Nimir Abdel-Aziz | 1992     | 201    | atakujący    |
| Niepotwierdzone transfery |                  |          |        |              |
|                           | Burakhan Tosun   | 1998     | 203    | środkowy     |
|                           | Ahmet Karataş    | 1991     | 188    | libero       |

### Sezon 2024/2025
| Nr | Imię i nazwisko  | Data ur. | Wzrost | Pozycja      |
| -- | ---------------- | -------- | ------ | ------------ |
| 1  | Matthew Anderson | 1987     | 202    | przyjmujący  |
| 2  | Wouter ter Maat  | 1991     | 200    | atakujący    |
| 3  | Hilmi Şahin      | 2003     | 186    | rozgrywający |
| 5  | Tonček Štern     | 1995     | 198    | atakujący    |
| 6  | Vahit Emre Savaş | 1995     | 203    | środkowy     |
| 7  | Bedirhan Bülbül  | 1999     | 201    | środkowy     |
| 9  | Hacı Şahin       | 2000     | 205    | środkowy     |
| 11 | Murat Yenipazar  | 1993     | 194    | rozgrywający |
| 13 | Paolo Zonca      | 1997     | 196    | przyjmujący  |
| 14 | Faik Samet Güneş | 1993     | 205    | środkowy     |
| 17 | Trévor Clévenot  | 1994     | 199    | przyjmujący  |
| 18 | Zeka Çağatay Kır | 2002     | 188    | libero       |
| 19 | Berkay Bayraktar | 1998     | 190    | libero       |
| 20 | Aykut Gedik      | 2003     | 198    | przyjmujący  |

### Sezon 2023/2024
| Nr | Imię i nazwisko   | Data ur. | Wzrost | Pozycja      |
| -- | ----------------- | -------- | ------ | ------------ |
| 1  | Matthew Anderson  | 1987     | 202    | przyjmujący  |
| 2  | Wouter ter Maat   | 1991     | 200    | atakujący    |
| 4  | Abdulsamet Yalçın | 2000     | 190    | libero       |
| 7  | Bedirhan Bülbül   | 1999     | 201    | środkowy     |
| 9  | Hacı Şahin        | 2000     | 205    | środkowy     |
| 10 | Arslan Ekşi       | 1985     | 199    | rozgrywający |
| 12 | Bennie Tuinstra   | 2000     | 200    | przyjmujący  |
| 13 | Burakhan Tosun    | 1998     | 203    | środkowy     |
| 14 | Faik Samet Güneş  | 1993     | 205    | środkowy     |
| 15 | Oreol Camejo      | 1986     | 207    | przyjmujący  |
| 17 | Luciano Vicentín  | 2000     | 200    | przyjmujący  |
| 19 | Berkay Bayraktar  | 1998     | 190    | libero       |
| 22 | Eray Kursav       | 2002     | 194    | przyjmujący  |
| 28 | Oğulcan Yatgın    | 1997     | 202    | rozgrywający |

### Sezon 2022/2023
| Nr | Imię i nazwisko                | Data ur. | Wzrost | Pozycja      |
| -- | ------------------------------ | -------- | ------ | ------------ |
| 1  | Martin Atanasow                | 1996     | 198    | przyjmujący  |
| 2  | Wouter ter Maat                | 1991     | 200    | atakujący    |
| 5  | Osmany Juantorena (od 01.2023) | 1985     | 200    | przyjmujący  |
| 7  | Bedirhan Bülbül                | 1999     | 201    | środkowy     |
| 8  | Halil İbrahim Yücel            | 1989     | 195    | przyjmujący  |
| 9  | Murat Tokgöz                   | 1984     | 192    | libero       |
| 10 | Arslan Ekşi                    | 1985     | 199    | rozgrywający |
| 11 | Ediz Kaan Fırıncıoğlu          | 1993     | 202    | atakujący    |
| 12 | Bennie Tuinstra                | 2000     | 200    | przyjmujący  |
| 13 | Burakhan Tosun                 | 1998     | 203    | środkowy     |
| 14 | Faik Samet Güneş               | 1993     | 205    | środkowy     |
| 18 | Hacı Şahin                     | 2000     | 205    | środkowy     |
| 19 | Berkay Bayraktar               | 1998     | 190    | libero       |
| 20 | Aykut Gedik                    | 2003     | 196    | przyjmujący  |
| 28 | Oğulcan Yatgın                 | 1997     | 202    | rozgrywający |

### Sezon 2021/2022
| Nr | Imię i nazwisko     | Data ur. | Wzrost | Pozycja      |
| -- | ------------------- | -------- | ------ | ------------ |
| 1  | Martin Atanasow     | 1996     | 198    | przyjmujący  |
| 2  | Wouter ter Maat     | 1991     | 200    | atakujący    |
| 3  | Muhammed Ertuğrul   | 1989     | 196    | środkowy     |
| 7  | Bedirhan Bülbül     | 1999     | 201    | środkowy     |
| 8  | Halil İbrahim Yücel | 1989     | 195    | przyjmujący  |
| 9  | Murat Tokgöz        | 1984     | 192    | libero       |
| 10 | Arslan Ekşi         | 1985     | 199    | rozgrywający |
| 11 | İzzet Alp Akkuş     | 2001     | 196    | rozgrywający |
| 12 | Bennie Tuinstra     | 2000     | 200    | przyjmujący  |
| 13 | Ahmet Samet Baltacı | 1999     | 210    | środkowy     |
| 14 | Faik Samet Güneş    | 1993     | 205    | środkowy     |
| 15 | Oreol Camejo        | 1986     | 207    | przyjmujący  |
| 19 | Berkay Bayraktar    | 1998     | 190    | libero       |
| 20 | Aykut Gedik         | 2003     | 196    | przyjmujący  |

### Sezon 2020/2021
| Nr | Imię i nazwisko      | Data ur. | Wzrost | Pozycja      |
| -- | -------------------- | -------- | ------ | ------------ |
| 1  | Martin Atanasow      | 1996     | 198    | przyjmujący  |
| 2  | Wouter ter Maat      | 1991     | 200    | atakujący    |
| 3  | Maarten van Garderen | 1990     | 200    | przyjmujący  |
| 5  | Cafer Kirkit         | 2001     | 193    | przyjmujący  |
| 7  | Bedirhan Bülbül      | 1999     | 201    | środkowy     |
| 8  | Halil İbrahim Yücel  | 1989     | 195    | przyjmujący  |
| 9  | Muhammed Ertuğrul    | 1989     | 196    | środkowy     |
| 10 | Arslan Ekşi          | 1985     | 199    | rozgrywający |
| 11 | Mustafa Çervatoğlu   | 2000     | 191    | rozgrywający |
| 12 | Emin Gök             | 1988     | 204    | środkowy     |
| 14 | Berkay Bayraktar     | 1998     | 190    | libero       |
| 15 | Burakhan Tosun       | 1998     | 203    | środkowy     |
| 20 | Yusuf Eken           | 2000     | 203    | atakujący    |

### Sezon 2019/2020
| Nr | Imię i nazwisko            | Data ur. | Wzrost | Pozycja      |
| -- | -------------------------- | -------- | ------ | ------------ |
| 2  | Selim Demir                | 1996     | 186    | rozgrywający |
| 3  | Yadrian Escobar Silva      | 1988     | 201    | atakujący    |
| 4  | Ümit Demir                 | 1996     | 183    | libero       |
| 6  | Cristian Poglajen          | 1989     | 195    | przyjmujący  |
| 8  | Halil İbrahim Yücel        | 1989     | 195    | przyjmujący  |
| 9  | Enes Atlı                  | 1996     | 201    | przyjmujący  |
| 10 | Muhammed Ertuğrul          | 1989     | 196    | środkowy     |
| 12 | Emin Gök                   | 1988     | 204    | środkowy     |
| 14 | Raydel Hierrezuelo Aguirre | 1987     | 196    | rozgrywający |
| 15 | Koray Şahin                | 1993     | 208    | środkowy     |
| 16 | Berkay Bayraktar           | 1998     | 190    | libero       |
| 20 | Yusuf Eken                 | 2000     | 203    | atakujący    |

### Sezon 2018/2019
| Nr | Imię i nazwisko  | Data ur. | Wzrost | Pozycja      |
| -- | ---------------- | -------- | ------ | ------------ |
| 2  | Enes Atlı        | 1996     | 201    | przyjmujący  |
| 5  | Farhad Gha’emi   | 1989     | 197    | przyjmujący  |
| 6  | Michal Finger    | 1993     | 201    | atakujący    |
| 7  | Vahit Emre Savaş | 1995     | 203    | środkowy     |
| 8  | Volkan Döne      | 1987     | 182    | libero       |
| 9  | Nikola Jovović   | 1992     | 197    | rozgrywający |
| 10 | Kemal Kayhan     | 1983     | 200    | środkowy     |
| 11 | Burhan Zorluer   | 1996     | 201    | przyjmujący  |
| 12 | Selim Demir      | 1996     | 186    | rozgrywający |
| 14 | Yunus Emre Tayaz | 1998     | 206    | środkowy     |
| 15 | Koray Şahin      | 1993     | 208    | środkowy     |
| 17 | Firat Ezel Filiz | 1988     | 198    | przyjmujący  |
| 19 | Saber Kazemi     | 1998     | 205    | atakujący    |

### Sezon 2017/2018
| Nr | Imię i nazwisko      | Data ur. | Wzrost | Pozycja      |
| -- | -------------------- | -------- | ------ | ------------ |
| 1  | Ulaş Kıyak           | 1981     | 187    | rozgrywający |
| 2  | Vefa Yılmaz          | 1982     | 190    | rozgrywający |
| 3  | Sabit Karaağaç       | 1987     | 202    | środkowy     |
| 4  | Denis Kaliberda      | 1990     | 193    | przyjmujący  |
| 5  | Oleg Antonow         | 1988     | 198    | przyjmujący  |
| 6  | Dawid Konarski       | 1989     | 198    | atakujący    |
| 7  | Vahit Emre Savaş     | 1995     | 203    | środkowy     |
| 8  | Volkan Döne          | 1987     | 182    | libero       |
| 9  | Enes Atlı            | 1996     | 201    | przyjmujący  |
| 10 | Selim Demir          | 1996     | 186    | rozgrywający |
| 11 | Miloš Nikić          | 1986     | 194    | przyjmujący  |
| 12 | Vojin Ćaćić          | 1990     | 203    | przyjmujący  |
| 13 | Bartosz Kurek        | 1988     | 205    | przyjmujący  |
| 14 | Yunus Emre Tayaz     | 1998     | 206    | środkowy     |
| 15 | Koray Şahin          | 1993     | 208    | środkowy     |
| 16 | Burhan Zorluer       | 1996     | 201    | przyjmujący  |
| 18 | Ramazan Serkan Kilic | 1984     | 187    | libero       |

### Sezon 2016/2017
| Nr | Imię i nazwisko       | Data ur. | Wzrost | Pozycja      |
| -- | --------------------- | -------- | ------ | ------------ |
| 1  | Ulaş Kıyak            | 1981     | 187    | rozgrywający |
| 2  | Jeroen Rauwerdink     | 1985     | 200    | przyjmujący  |
| 3  | Ersin Durgut          | 1982     | 208    | środkowy     |
| 4  | David Lee             | 1982     | 203    | środkowy     |
| 5  | Baturalp Burak Güngör | 1993     | 189    | przyjmujący  |
| 6  | Vefa Yılmaz           | 1982     | 190    | rozgrywający |
| 7  | Vahit Emre Savaş      | 1995     | 203    | środkowy     |
| 8  | Marcus Nilsson        | 1982     | 206    | atakujący    |
| 10 | Cansın Ogbai Enaboifo | 1995     | 193    | środkowy     |
| 11 | Cristian Savani       | 1982     | 195    | przyjmujący  |
| 12 | Kay van Dijk          | 1984     | 215    | atakujący    |
| 14 | Iwan Komarow          | 1992     | 198    | przyjmujący  |
| 15 | Koray Şahin           | 1993     | 208    | środkowy     |
| 17 | Cüneyt Dağcı          | 1985     | 207    | środkowy     |
| 18 | Ramazan Serkan Kilic  | 1984     | 187    | libero       |

### Sezon 2015/2016
| Nr | Imię i nazwisko         | Data ur. | Wzrost | Pozycja               |
| -- | ----------------------- | -------- | ------ | --------------------- |
| 1  | Selim Demir             | 1996     | 189    | rozgrywający          |
| 2  | Jeroen Rauwerdink       | 1985     | 200    | przyjmujący           |
| 3  | Leonardo Leyva Martinez | 1990     | 206    | przyjmujący/atakujący |
| 5  | Baturalp Burak Güngör   | 1993     | 189    | przyjmujący           |
| 6  | Alexandre Ferreira      | 1991     | 203    | przyjmujący           |
| 7  | Vahit Emre Savaş        | 1995     | 203    | środkowy              |
| 8  | Marcus Nilsson          | 1982     | 206    | atakujący             |
| 9  | Oliver Venno            | 1990     | 210    | atakujący             |
| 10 | Cansın Ogbai Enaboifo   | 1995     | 193    | środkowy              |
| 11 | Hüseyin Koç             | 1979     | 198    | rozgrywający          |
| 12 | Fatih Eren Uğur         | 1990     | 201    | środkowy              |
| 15 | Koray Şahin             | 1993     | 208    | środkowy              |
| 17 | Cüneyt Dağcı            | 1985     | 207    | środkowy              |
| 18 | Ramazan Serkan Kilic    | 1984     | 187    | libero                |

### Sezon 2014/2015
| Nr | Imię i nazwisko       | Data ur. | Wzrost | Pozycja      |
| -- | --------------------- | -------- | ------ | ------------ |
| 3  | Berkan Bozan          | 1991     | 194    | rozgrywający |
| 4  | Antonin Rouzier       | 1986     | 201    | atakujący    |
| 5  | Baturalp Burak Güngör | 1993     | 189    | przyjmujący  |
| 6  | Alexandre Ferreira    | 1991     | 203    | przyjmujący  |
| 7  | Vahit Emre Savaş      | 1995     | 203    | środkowy     |
| 8  | Vokan Döne            | 1981     | 178    | libero       |
| 9  | Serhat Coşkun         | 1988     | 198    | atakujący    |
| 11 | Hüseyin Koç           | 1979     | 198    | rozgrywający |
| 12 | Fatih Eren Uğur       | 1990     | 201    | środkowy     |
| 15 | Koray Şahin           | 1993     | 208    | środkowy     |
| 17 | Cüneyt Dağcı          | 1985     | 207    | środkowy     |
| 18 | Israel Rodríguez      | 1981     | 195    | przyjmujący  |

### Sezon 2013/2014
| Nr | Imię i nazwisko       | Data ur. | Wzrost | Pozycja      |
| -- | --------------------- | -------- | ------ | ------------ |
| 1  | Nimir Abdel-Aziz      | 1992     | 201    | rozgrywający |
| 4  | Robert Horstink       | 1981     | 201    | przyjmujący  |
| 5  | Baturalp Burak Güngör | 1993     | 189    | przyjmujący  |
| 8  | Murathan Kısal        | 1989     | 195    | środkowy     |
| 9  | Mustafa Kavaz         | 1983     | 190    | przyjmujący  |
| 10 | Serhat Coşkun         | 1988     | 198    | atakujący    |
| 12 | Fatih Eren Uğur       | 1990     | 201    | środkowy     |
| 13 | Mohamed Badawy        | 1986     | 197    | przyjmujący  |
| 14 | Serkan Oğuz           | 1987     | 202    | atakujący    |
| 15 | Koray Şahin           | 1993     | 208    | środkowy     |
| 17 | Cüneyt Dağcı          | 1985     | 207    | środkowy     |
| 18 | Berkan Bozan          | 1991     | 194    | rozgrywający |

### Sezon 2012/2013
| Nr | Imię i nazwisko       | Data ur. | Wzrost | Pozycja      |
| -- | --------------------- | -------- | ------ | ------------ |
|    | Ernardo Gómez         | 1982     | 195    | atakujący    |
|    | Yosleyder Cala        | 1984     | 204    | przyjmujący  |
|    | Adriano Lamb          | 1980     | 193    | rozgrywający |
|    | Gökhan Gökgöz         | 1993     | 200    | przyjmujący  |
|    | Baturalp Burak Güngör | 1993     | 189    | przyjmujący  |
|    | Alperay Demirciler    | 1993     | 178    | libero       |
|    | Uğur Güneş            | 1993     | 205    | środkowy     |
|    | Murat Karakaya        | 1987     | 190    | przyjmujący  |
|    | Koray Şahin           | 1993     | 208    | środkowy     |
|    | Mustafa Kavaz         | 1983     | 190    | przyjmujący  |
|    | Cüneyt Dağcı          | 1985     | 207    | środkowy     |
|    | Berkan Bozan          | 1991     | 194    | rozgrywający |
|    | Orçun Ergün           | 1992     | 195    | rozgrywający |
|    | Emre Şenol            | 1993     | 201    | przyjmujący  |